# Jan Gotfryd Rösner

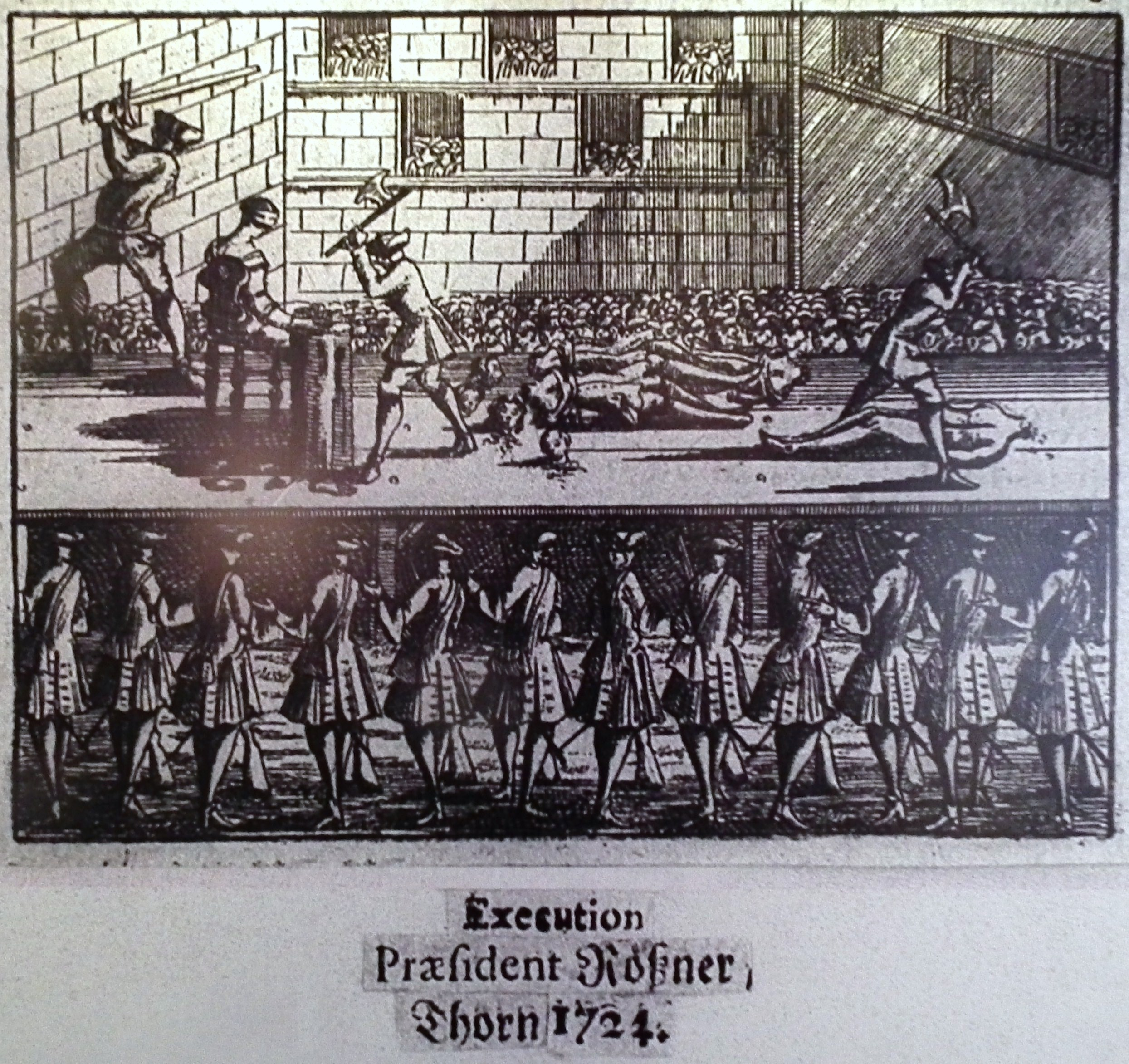
Egzekucja burmistrza w 1724

Jan Gotfryd Rösner, Johann Gottfried Roesner, także Rösner (ur. 11 listopada?/21 listopada 1658 w Sulechowie, zm. 7 grudnia 1724 w Toruniu) – burmistrz Torunia, kupiec, czołowa postać tzw. tumultu toruńskiego.

## Życiorys
Jego rodzicami byli Tobiasz i Teodora z Wendtów. Ojciec był kupcem we Wschowie. Podczas wojny północnej Tobiasz Rösner uciekł przed działaniami wojennymi i osiadł w Sulechowie.
Jan Godfryd Rösner uczył się w Gimnazjum Akademickim w Toruniu, o czym świadczy wpis z 4 sierpnia 1676 roku. Zachowały się notatki Rösnera z wykładów w Gimnazjum Akademickim. W 1679 roku studiował na Uniwersytecie w Lipsku, studiował również we Frankfurcie nad Odrą. Ok. 1683 roku wrócił do Lipska, gdzie wystąpił jako autor dysputy De remediis subsidiariis… sub praesido Rectoris… Andrae Mylii. Studiował historię i prawo, biegle mówił w językach polskim, niemieckim, francuskim i klasycznymi.
Ok. 1684 roku przybył do Torunia. Pracował jako kupiec. W 1687 roku objął urząd sekretarza Rady Miejskiej. W 1694 roku zawarł związek małżeński z Anną Katarzyną Kissling, córką rajcy. Anna Katarzyna Kissling zmarła w 1708 roku. Małżeństwo było bezdzietne.
W 1698 roku został rajcą. Był rezydentem miasta Torunia przy dworze królewskim w Dreźnie. Cieszył się poparciem Augusta II Mocnego. W 1703 roku otrzymał godność burgrabiego królewskiego w Toruniu. Godność tę piastował dwunastokrotnie. W 1706 roku został burmistrzem Torunia. Urząd ten sprawował sześciokrotnie, po raz ostatni w 1724 roku.
Jako zwierzchnik oświaty w Toruniu dnia 31 sierpnia 1706 roku wprowadził na stanowisko nowego rektora Gimnazjum Akademickiego Piotra Jaenichena. W dni nominacji Rösner wygłosił mowę De musis militantibus, którą wydano drukiem.
Był uważany za stronnika Augusta II Mocnego. Opinia ta przyczyniała się do powstawania konfliktu pomiędzy Rösnerem a władzami miejskimi. Podczas III wojny północnej samowolnie wydał kasę miejską dowództwu wojsk saskich. Toczył spory z jezuitami.
Do historii przeszedł jako prezydujący burmistrz Torunia podczas tumultu toruńskiego z 16–17 lipca 1724 roku. Awantura pomiędzy uczniami kolegium jezuickiego a protestantami podczas procesji katolickiej wywołała zamieszki, podczas których ewangelicy toruńscy zdemolowali kolegium i klasztor jezuitów. Podczas tumultu Rösner nie zdołał lub nie spieszył się z przywróceniem porządku w mieście. Jezuici oskarżyli burmistrza o umyślne zaniedbanie obowiązków i skierowali sprawę do królewskiego sądu asesorskiego w Warszawie. Rösner został oskarżony o pośrednie wywołanie tumultu. Sam Rösner lekceważył postępowanie sądowe oraz liczył na swoje wpływy na dworze królewskim. August II Mocny nie zdecydował się interweniować na rzecz burmistrza. Podczas trwającego postępowania Rösner pozostawał na wolności za poręczeniem trzech ordynków miejskich.
16 listopada 1724 roku sąd asesorski skazał Rösnera na karę śmierci. Na karę śmierci został skazany również burmistrz Jakub Henryk Zerneke, jednak dzięki interwencji kilku polskich szlachciców (według innego źródła wojewody chełmińskiego Jana Zygmunta Rybińskiego oraz jezuitów toruńskich) u Augusta II Mocnego uniknął egzekucji. Jakub Kazimierz Rubinkowski prosił o wycofaniu wyroku dla Rösnera i Zernekego. Odrzucił propozycję ucieczki z miasta. 19 listopada został aresztowany. 7 grudnia został ścięty na wewnętrznym dziedzińcu Ratusza Staromiejskiego. Uroczysty pogrzeb Rösnera odbył się 7 stycznia 1725 roku. Został pochowany w kościele św. Jerzego.
Wyrok na Rösnerze i dziewięciu innych uczestnikach tumultu wywołał oburzenie w Europie. W krajach protestanckich Rösner został uznany za męczennika za wiarę i ofiarę okrucieństwa jezuitów.
Mieszkał w kamienicy przy ul. Chełmińskiej 28.

## Upamiętnienia
W XVIII wieku powstały liczne portrety i miedzioryty przedstawiające Rösnera. W XIX wieku historiografia pruska pielęgnowała jego pamięć. Rösner był przedstawiany jako bojownik protestantyzmu i niemczyzny. W nowym kościele ewangelickim w Toruniu (ob. kościele św. Ducha) wystawiono Rösnerowi pomnik. Monument usunięto w 1950 roku. Na dziedzińcu Ratusza wmurowano tablicę upamiętniającą egzekucję burmistrza. W 1919 roku została ona przeniesiona do kościoła ewangelickiego przez firmę Augusta Irmera. Niemieccy torunianie podjęli decyzję o przeniesieniu tablicy, chcąc ograniczyć degermanizację Torunia przez przyszłe władze polskie.
Ponadto na cześć Rösnera powstawały wiersze i sztuki teatralne w języku niemieckim.